# Femei în ofsaid
Femei în ofsaid (titlul original: în cehă Ženy v ofsajdu) este un film de comedie cehoslovac, realizat în 1971 de regizorul Bořivoj Zeman, protagoniști fiind actorii Lubomír Lipský, Stella Zázvorková, Jiřina Bohdalová și Jaroslava Brousková.

## Rezumat
František Kastl este un arbitru de fotbal incoruptibil de primă clasă, care adesea trebuie să se ascundă de fanii furioși. Ocupația civilă a sa este de frizer și coafor. Este singur, deci este un obiect potrivit pentru fete si femeile care se fac că sunt văduve. Berta de la secția de femei a salonului de coafură se luptă pentru el cel mai mult și cu înverșunare. 
În timpul meciului Dukla cu Teplice, Kastl îl elimină pe brutalul Jelínek, un atacant de la Teplice. Din furie, acesta îl lovește cu piciorul pe Kastl și trebuie să meargă în fața comisiei de disciplină. Colega lui Kastl, frumoasa Magda, îl place pe Jelínek. Prin urmare, îl roagă pe Kastl să mijlocească și să o prezinte lui Jelínek. Cu toate acestea, Jelínek se comportă arogant față de Magda, iar aceasta se simte jignită.
Kastl petrece Crăciunul cu Berta, dar sărbătorile de pace și liniște nu se petrec așa cum și-a imaginat Berta. Magda a mers la munte cu Jelínek, dar acolo cuplul plin de temperament s-a certat. Magda se preface că îl iubește pe Kastl pentru a-l provoca pe Jelínek. Asociației de fotbal i se trimite o scrisoare anonimă, în care autorul, sau probabil autoarea Berta, susține despre Kastl că duce o viață imorală și ia mită. Comisia de disciplină recomandă lui Kastl să se căsătorească. În încercarea de a grăbi decizia lui Kastl în chestiunea căsătoriei, uniunea îl prezintă doamnei Emma. Ea este și arbitru de fotbal și ar trebui să facă un curs de perfecționare cu Kastl. Lui Kastl îi place Ema, dar în curând își dă seama că ea este o capcană pentru el. Într-o seară, Kastl și Magda se întâlnesc întâmplător în birou. Gelosul Jelínek îi surprinde și dărâmă dispozitivul. Comisia penală cere din nou lui Kastl să se căsătorească. Dar el din nou rezistă la toate capcanele. Totuși în final, toată lumea se adună la nunta lui Jelínek cu Magda.

## Distribuție
- Lubomír Lipský – frizer și arbitru de fotbal František Kastl
- Stella Zázvorková – coafeza Berta
- Jiřina Bohdalová – arbitru de fotbal Ema Petrů
- Jaroslava Brousková – coafeza Magda
- Jiří Krampol – fotbalistul Jelínek
- Vladimír Menšík – un oficial al comisiei de fotbal
- Jiří Štuchal – un oficial al comisiei de fotbal
- Bohuslav Kupšovský – un oficial al comisiei de fotbal
- Karel Pavlík – un oficial al comisiei de fotbal
- Vítězslav Černý – frizerul Nulíček
- Oskar Hák – frizerul Milan
- Jan Skopeček – frizerul Kopřiva
- Robert Vrchota – Polák, paznic
- Zita Kabátová – soția vânătorului
- Helena Růžičková – Anča, cumnata Bertei
- Milan Kindl – Ferdinand, fratele Bertei
- Miluše Voborníková – Libuška, fiica lui Anča și Ferdinand
- Lubomír Kostelka – arbitru de fotbal Pecháček
- Josef Hlinomaz – Jaromír Řehák, funcționar plătit
- Václav Trégl – bunicul surd
- Naďa Konvalinková – școlărița Emilka
- Bořivoj Navrátil – inginer, client la frizerie
- Miroslav Abrahám – bărbatul cu perciuni
- Josef Bartůněk – un bărbat cu mustață
- Josef Braun – clientul lui Janouch Jiří Bruder vorbărețul
- Růžena Dvorská – menajera
- Zdeněk Grygárek – un client
- František Hanus – chelnerul șef
- Františka Koudelová – mama Magdei
- Milena Kaplická – poștărița
- Josefa Pechlátová – bătrâna Žofie Kulhánková
- František Vavruška – un frizer
- Karel Malina – un reporter radio
- Luboš Pecháček – comentatorul TV
- Viktor Očásek – șoarecele de bibliotecă
- Karel Šott jr. – comandantul VB
- Oskar Gottlieb – disc-jockeyul
- Hana Vítková – ghid turistic

## Lansare
Filmul Femei în ofsaid a avut premiera în Praga pe data de 20 august 1971.
În România premiera filmului a avut loc la data de 5 iunie 1972 la cinematograful „Victoria” din capitală.